# Kanton Pouillon
Der Kanton Pouillon war von 1790 bis 2015 ein französischer Wahlkreis im Arrondissement Dax, im Département Landes und in der Region Aquitanien. Vertreter im Generalrat des Départements war zuletzt von 2001 bis 2015 Yves Lahoun (PCF).

## Geschichte
Der Kanton wurde am 4. März 1790 im Zuge der Einrichtung der Départements als Teil des damaligen „Distrikts Dax“ gegründet.
Mit der Gründung der Arrondissements am 17. Februar 1800 wurde der Kanton als Teil des damaligen Arrondissements Dax neu zugeschnitten.
Siehe auch: Geschichte Département Landes und Geschichte Arrondissement Dax.

## Gemeinden
Der Kanton umfasste elf Gemeinden:
| Gemeinde   | Einwohner Jahr | Fläche km² | Bevölkerungsdichte | Code INSEE | Postleitzahl |
| ---------- | -------------- | ---------- | ------------------ | ---------- | ------------ |
| Cagnotte   | 759 (2013)     | 14,68      | 52 Einw./km²       | 40059      | 40300        |
| Estibeaux  | 682 (2013)     | 16,72      | 41 Einw./km²       | 40095      | 40290        |
| Gaas       | 502 (2013)     | 9,13       | 55 Einw./km²       | 40101      | 40350        |
| Habas      | 1487 (2013)    | 18,75      | 79 Einw./km²       | 40118      | 40290        |
| Labatut    | 1435 (2013)    | 20,95      | 68 Einw./km²       | 40132      | 40300        |
| Mimbaste   | 1045 (2013)    | 20,6       | 51 Einw./km²       | 40183      | 40350        |
| Misson     | 743 (2013)     | 14,69      | 51 Einw./km²       | 40186      | 40290        |
| Mouscardès | 237 (2013)     | 9,14       | 26 Einw./km²       | 40199      | 40290        |
| Ossages    | 490 (2013)     | 14,31      | 34 Einw./km²       | 40214      | 40290        |
| Pouillon   | 2987 (2013)    | 49,74      | 60 Einw./km²       | 40233      | 40350        |
| Tilh       | 806 (2013)     | 22,86      | 35 Einw./km²       | 40316      | 40360        |